# Gerichtskostenstempler

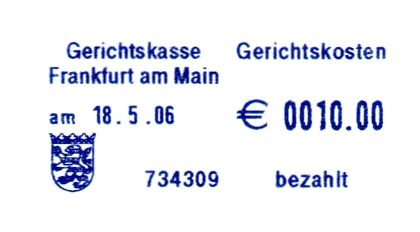
Stempelabdruck Hessen

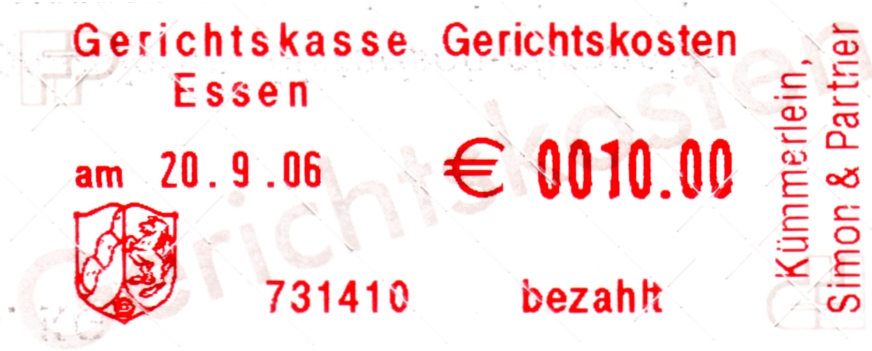
Stempelabdruck NRW

Ein Gerichtskostenstempler ist ein Gerät, das einen Stempel auf Dokumenten anbringt, die bei einem Gericht eingereicht werden und für deren Bearbeitung Gerichtskosten (Gebühren und Auslagen) anfallen. Der Freistempler wird mit einem an die Justizkasse im Voraus zu entrichtenden Betrag „aufgeladen“.  Mit der Stempelung wird dann der als Kostenvorschuss zu entrichtende Betrag auf dem Dokument, beispielsweise einer Klageschrift, ausgewiesen. Von dem Betrag, mit dem der Freistempler aufgeladen wurde, wird der aktuell gestempelte Betrag abgezogen. Die Höhe eines zu leistenden Kostenvorschusses ergibt sich aus verschiedenen Normen, zum Beispiel dem Gerichtskostengesetz. Die Summe aller aufgelaufenen Stempelungen ist zeitnah, in der Regel monatlich, mit der Gerichtskasse abzurechnen.
Der Gerichtskostenfreistempler ersetzt den Umgang mit Gerichtskostenmarken, die vorab in bar bei der Gerichtskasse erworben werden mussten. Für Institutionen mit einem regelmäßigen Anfall an Gerichtskosten (zum Beispiel Anwaltskanzleien) stellt die Verwendung des Stemplers eine Arbeitsvereinfachung dar und führt unter Umständen zu einer Beschleunigung des Verfahrens.